# Одеський погром (1905)
Одеський погром (1905 р.) — назва сутичок між учасників революційної маніфестації та робітниками, що відмовилися і не приєдналися до цієї маніфестації 31 жовтня 1905 року в Одесі почався єврейський погром. Він протягом двох днів охопив усе місто, а згодом перекинувся на навколишні села. За даними поліції за п'ять днів було вбито більше 700 осіб і розграбовано понад 1600 приміщень.

## Причини виникнення
Одеса, відколи отримала статус міста в 1794 році, розвивалась як багатонаціональне місто,в якому євреї завжди становили значну частку населення: вже в 1796 році вони складали майже 10% населення міста (приблизно 246 осіб на 2349 містян), а за переписом 1897 року — більше 34% (138,9 тисяч євреїв із 403,8 тисяч одеситів). Чисельність євреїв у місті постійно зростало за рахунок приїжджих, насамперед з Південної та Правобережної України і Бессарабії. Серед приїжджих євреїв були успішні підприємці та промисловці, відомі письменники та артисти. Однак на початку XX століття, коли Одеса вже стала портом міжнародного значення й центром експорту й імпорту з Російської імперії, більше 42% її містян-євреїв жили у злиднях.
Одеський погром у 1905 році, не був одним подібним інцидентом, а один із «жовтневої хвилі» погромів, яка майже одночасно пройшлася західними і південними губерніями після виходу 30 (17) жовтня імператорського маніфесту про «дарування» Миколою II громадських прав і свобод своїм підданим. В Одесі центром революційної активності став Новоросійський університет (нині — Одеський національний університет імені І. І. Мечникова), а головними рушіями революційних маніфестацій — його студенти. Перші сутички між маніфестантами, які спорудили барикади, та військами відбулися ще 29 (16) жовтня. Наступного дня місто патрулювали війська і на вулицях панувало затишшя, аж доки ввечері не стало відомо про вихід «Маніфесту 17 жовтня».
Наступного дня, 31 (18) жовтня, Одесою під червоними прапорами знову пройшлися демонстрації. Це були здебільшого євреї-прихильники лівих партій, які святкували отримання свобод. Поліцейські-городові полишили свої місця чергування, їх місце заступила студентська міліція, що діяла разом із єврейською самообороною. Ввечері на вулиці Головковській маніфестанти зіткнулися з групою робітників, які не погодилися приєднатися до них і погнали їх до вулиці Прохорівської, де сталися перші бійки, що переросли у напади на євреїв. Запобігти масовому насильству вдалось силами військових.

## «Патріотична хода» в Одесі
1 листопада (19 жовтня за ст. ст.) сформувалася «патріотична» хода під державними прапорами, портретами Миколи II та іконами, яка крокувала на богослужіння до Спасо-Преображенського катедрального собору. Після літургії біля Соборної площі сталися сутички між прибічниками різних поглядів, які переросли у напади учасників «патріотичної» маніфестації на будинки та приміщення, що належали євреям. За кілька годин погром охоплював усе місто і тривав наступні два дні за повної бездіяльності влади. Поліція нічого не робили, а подекуди самі вчиняли злочини, або навіть очолювали напади. Війська залишились осторонь подій.
Після оприлюднення «Маніфесту від 17 жовтня» єврейські погроми охопили 660 населених пунктів, в основному в південних і південно-західних губерніях смуги осілості Росії. Загальна кількість жертв невідома,а матеріальний збиток оцінюється у понад 70 млн рублів.

## Урегулювання конфлікту
Лише 3 листопада (21 жовтня) командуючий Одеськовим військовим округом генерал від кавалерії Олександр Каульбарс оголосив про застосування жорстких заходів проти усіх учасників безладів: самооборони і тих, хто спричинив руйнацію тих будинків тощо. Того ж дня градоначальник Одеси Дмитро Нейдгардт скликав нараду поліційних приставів, на якій заявив: «Будемо називати речі їх справжніми іменами. Треба визнати, що всі ми в душі співчуваємо цьому погрому. Але ми не повинні переносити злобу, яку ми, можливо, маємо проти євреїв, у нашу службову діяльність. На нас покладений обов'язок за присягою підтримувати порядок і захищати від погромів та убивств. Утім, до мене доходять відомості, що чини поліції не тільки не застосовують заходів до припинення погромів і насильств, а й самі, перевдягаючись, беруть у них участь».
А після збільшення жалування городовим наступного дня вони повернулися до своїх постів на вулиці Одеси. Й силами військ і поліції погром досить швидко був придушений.
Конкретне число жертв Одеського погрому на було встановлено, а за даними поліції за п'ять днів було вбито більше 500 осіб, з яких понад 400 були євреями (в тому числі біля 50 членів самооборони), до лікарень поступило більше 600 поранених, з яких майже дві третини складали євреї. Крім того, до кінця жовтня (за ст. ст.) більше 200 осіб загинуло під час погромів у приміських селах. За даними міської влади в Одесі було розграбовано більше 1 600 будинків, квартир, крамниць тощо , що належали євреям
Одеського градоначальника Дмитра Нейдгардта (1861-1942)звинуватили в невиконанні своїх обов'язків і неприйнятті будь яких заходів проти початку й подальшої ескалації погрому, за що його звільнили. Але за підсумками сенаторської ревізії — зрештою був виправданий і в 1907 році ,продовживши кар'єру в Санкт-Петербурзі, став сенатором й незадовго до Лютневої революції був призначений до Державної ради Російської імперії. За участь в погромі й скоєнні правопорушеннь рішенням ревізії під суд було віддано 41-го поліцейського, в тому числі багатьох офіцерів.
Тому після 1905 року Одеса не зазнавала ні погромів, ні навіть сутичок. І навіть у роки революційного хаосу 1919-20 років удалося уникнути правопорушень проти євреїв. Але подібні трагічні погроми, що відбувалися не тільки в Одесі, а і в інших великих містах, як Ростов-на-Дону та Київ, спричинили другу масову хвилю еміграції євреїв з Російської імперії. З перших погромів у 1881 році до Першої світової війни її покинуло понад два мільйони євреїв, десь 80% з цим емігрантів перебралися до США.